# Bataille d'Admin Box
Théâtre d'Asie du Sud-Est de la Seconde Guerre mondiale
Batailles
Invasion japonaise de la Birmanie :
- Rivière Bilin
- Pont de la Sittang
- Pégou
- Barrage routier de Taukkyan
- Route Yunnan-Birmanie (Tachiao
- Oktwin
- Taungû)
- Shwedaung
- Prome
- Yenangyaung

Opérations en Birmanie (1942-1943) :
- Arakan
- The Hump
- Chindits
- Nord de la Birmanie et ouest du Yunnan

Opérations en Birmanie en 1944 :
- Chindits (2)
- Admin Box
- U-Go (Imphal
- Sangshak
- Court de tennis
- Kohima)
- Myitkyina
- Mogaung
- Mont Song

Opérations en Birmanie (1944-1945) :
- Meiktila et Mandalay
- Pakokku et Irrawaddy
- Colline 170
- Île de Ramree
- Tanlwe Chaung
- Dracula
- Elephant Point
- Coude de la Sittang

La bataille d'Admin Box (parfois appelée bataille de Ngakyedauk, bataille de Sinzweya ou opération Ha-gō) s'est déroulée sur le front sud de la campagne de Birmanie du 5 au 23 février 1944, dans le théâtre d'Asie du Sud-Est de la Seconde Guerre mondiale.
Les forces japonaises tentèrent une contre-attaque locale contre une offensive alliée dans le but d'attirer les réserves alliées du front central en Assam, où les Japonais préparaient leur propre offensive majeure. Après des revers initiaux, les Alliés se rétablirent pour contrecarrer l'attaque japonaise, sorte de préfiguration des méthodes qui conduiraient à de nouvelles victoires alliées au cours de l'année suivante.
La bataille tire son nom de la « zone administrative » de la 7e division de l'armée indienne, qui devint une position défensive rectangulaire de fortune pour le major-général Frank Messervy et son état-major après le débordement de leur quartier général de division le 7 février.

## Situation au début de 1944
En 1941 et au début de 1942, l'armée japonaise avait chassé les troupes alliées (britanniques, indiennes et chinoises) de Birmanie. En 1943, les Alliés avaient tenté une offensive limitée en Arakan, la province côtière de la Birmanie. L'objectif était de sécuriser l'île d'Akyab à l'extrémité de la péninsule de Mayu. L'île possédait un aérodrome important, à partir duquel l' armée de l'air japonaise avait lancé des raids sur Calcutta et d'autres villes indiennes, et qui figurait également en bonne place dans les plans alliés pour reprendre la Birmanie.
Cette offensive avait échoué de manière désastreuse. Comme l'armée indienne britannique était massivement élargie, la plupart des unités indiennes (et britanniques) engagées dans l'attaque manquaient de formation et d'expérience. Des unités épuisées furent laissées en première ligne et leur moral déclina. Les tactiques et les équipements alliés n'étaient pas adaptés aux collines couvertes de jungle, et les unités japonaises s'étonnaient à plusieurs reprises en traversant des rivières et des collines que les Alliés avaient qualifiées d'impraticables. Enfin, la structure de commandement alliée s'avéra inefficace, avec un quartier général de division surchargé essayant de contrôler un grand nombre de sous-unités et également une grande zone de communication.
Au cours des mois suivants, les Alliés se réorganisent, s'engagent dans un entraînement approfondi dans la jungle et se préparent à une nouvelle offensive en 1944. Sous la 14e armée britannique, l'offensive devait être lancée par le XVe corps indien, commandé par le lieutenant général Philip Christison.

## Seconde offensive alliée
La péninsule de Mayu se composait d'une plaine côtière, découpée par plusieurs chaungs (ruisseaux), et séparée de la vallée fertile de la rivière Kalapanzin par la chaîne de collines Mayu couverte de jungle. La 5e division d'infanterie indienne, qui avait déjà connu de violents combats en Afrique de l'Est et dans le désert occidental et commandée par le major-général Harold Rawdon Briggs, attaqua la plaine côtière. La 7e division d'infanterie indienne bien entraînée du major-général Frank Messervy attaqua dans la vallée de Kalapanzin. La 81e division britannique avançait plus à l'est dans la vallée du fleuve Kaladan, mais n'affectera pas directement la bataille. Deux autres divisions, la 36e division d'infanterie britannique à Calcutta et la 26e division d'infanterie indienne à Chittagong, étaient en réserve.
L'avance débuta avec prudence au début, avant de prendre progressivement de l'ampleur. Le 9 janvier 1944, la 5e division indienne s'empara du petit port de Maungdaw. Alors qu'ils réduisaient les positions japonaises au sud du port (le village de Razabil et une colline connue sous sa forme de Tortue), le corps se prépara à prendre le prochain objectif majeur. Cela faisait partie de la chaîne de Mayu où deux tunnels ferroviaires désaffectés fournissaient un itinéraire à travers les collines reliant Maungdaw aux villes de Buthidaung et Letwedet dans la vallée de Kalapanzin. Pour repositionner les troupes et les ressources pour cette attaque, les ingénieurs de la 7e division indienne améliorèrent une piste étroite, connue sous le nom de Ngakyedauk Pass, à travers les collines, tandis qu'une grande zone administrative, plus tard connue sous le nom de « Admin Box » fut établie à Sinzweya, près de l'extrémité est du col.

## Mouvements japonais
La 28e armée japonaise, commandée par le lieutenant général Shōzō Sakurai, défendit l'Arakan et le sud de la Birmanie. Sa 55e division sous le lieutenant général Tadashi Hanaya occupait Arakan. La plupart des troupes de la division (cinq bataillons) étaient regroupées sous la forme de Sakurai Force dans la région de Mayu, sous son quartier général de groupe d'infanterie commandé par le major-général Tokutaro Sakurai, sans relation avec le commandant de l'armée. (Une division japonaise avait un quartier général séparé pour administrer ses unités d'infanterie qui, comme dans ce cas, pouvaient prendre le contrôle tactique de tout détachement substantiel de la division. )
Les Japonais étaient convaincus qu'ils pourraient répéter leur succès de l'année précédente dans une contre-attaque locale, et peut-être même avancer sur Chittagong, le port sur lequel le XVe corps indien comptait pour ses approvisionnements. En outre, il était prévu qu'en lançant leur attaque (étant donné le nom Ha-gō ou opération Z) dans la première semaine de février, ils forceraient les Alliés à envoyer des renforts à Arakan depuis le front central, ouvrant ainsi la voie à la principale offensive japonaise prévue pour commencer la première semaine de mars.
À partir du 5 février, la Sakurai Force infiltra les lignes de front de la 7e division indienne, qui était largement dispersée, et se déplaça vers le nord sans être détectée dans la petite ville de Taung Bazaar. Depuis cette ville, ceux-ci traversèrent le fleuve Kalapanzin et basculèrent vers l'ouest et le sud. Le 6 février, ils attaquèrent le QG de la 7e division. Il y eut de violents combats, mais les signaleurs et les commis de la 7e division durent finalement détruire leurs documents et leur équipement et se diviser en petits groupes et se retirer dans l'Admin Box. (D'autres opérateurs radio écoutant sur la fréquence de la division entendirent une voix dire : « Mettez un médiator sur cette radio », puis silence.)
La Sakurai Force suivit ensuite vers Sinzweya et l'arrière de la 7e division. Un bataillon japonais (I / 213 Regiment, connu sous le nom de Kubo Force par son commandant), traversa le Mayu Range à un endroit apparemment impossible, pour tendre des embuscades sur la route côtière par laquelle la 5e division indienne était approvisionnée. Les Japonais détenant toujours Razabil et la zone des tunnels ferroviaires (Doi Force) lancèrent une attaque subsidiaire pour se relier à Sakurai, et effectuèrent de plus petits raids et diversions, tandis qu'un nombre inattendu d'avions de combat japonais volèrent d'Akyab pour ratisser le ciel au-dessus du champ de bataille.

## La bataille
Il était évident pour tout le XVe corps que la situation empirait. Cependant, la 14e armée avait passé beaucoup de temps à envisager des contre-attaques aux tactiques japonaises standard d'infiltration et d'encerclement. Les divisions avancées du XVe corps reçurent l'ordre de creuser et de maintenir leurs positions plutôt que de battre en retraite, tandis que les divisions de réserve s'avançaient à leur secours.
Le prochain objectif évident pour les Japonais était la zone administrative de Sinzweya, défendue par le quartier général et les troupes de ligne de communication, avec le 25e régiment léger AA / antichar, de la RA. Comme Messervy était dans la jungle et hors de contact, Christison, le commandant du corps, ordonna au brigadier Geoffrey Charles Evans, qui avait récemment été nommé commandant de la 9e brigade d'infanterie indienne (unité de la 5e division indienne), de se rendre à Admin box, prendre le commandement et tenir la « zone administrative » contre toutes les attaques. Evans renforça les défenseurs de la zone avec le 2e bataillon, le West Yorkshire Regiment) de sa propre brigade et le 24e Mountain Artillery Regiment de la Royal Indian Artillery. Les renforts les plus importants de tous étaient deux escadrons de chars M3 Lee du 25th Dragoons. Les défenseurs furent ensuite rejoints par une partie du 4e bataillon du 8e régiment gorkhas (de la 89e brigade d'infanterie indienne, partie de la 7e division indienne) ainsi que de l'artillerie du 8e (Belfast) HAA Regiment Royal Artillery et du 6e Medium Regiment, RA.
Sous Evans, Admin Box fut convertie en une zone défendue. La clairière mesurait à peine 1,1 kilomètre de diamètre. Des décharges de munitions étaient entassées au pied de la face ouest d'une butte centrale, à 46 mètres de haut, nommé « Ammunition Hill ». Lorsque le major-général Messervy atteignit la zone administrative, suivi de plusieurs membres de son QG qui avaient fait leur chemin en petits groupes en traversant les forces japonaises, il laissa la défense de la zone à Evans tandis qu'il se concentrait lui-même sur le rétablissement du contrôle et la direction du reste de la division.
Pendant ce temps, les avions de transport alliés du Douglas DC-3 larguèrent des rations et des munitions aux troupes isolées, y compris les défenseurs de la zone administrative. Ils effectuèrent un total de 714 sorties, larguant 2 300 tonnes de fournitures. Les Japonais n'avaient pas prévu cette évolution. Alors qu'ils manquaient de fournitures, les formations indiennes pouvaient continuer à se battre. Les Japonais essayèrent de fournir à la Sakurai Force un convoi de mules de bât et de porteurs arakanais, en suivant la route de l'infiltration originale de la force, mais celle-ci fut prise embuscade et les fournitures furent capturées.
Les premières missions de largage rencontrèrent l'opposition des chasseurs japonais et certains avions de transport furent forcés de faire demi-tour, mais trois escadrons de Spitfire, opérant à partir de nouveaux aérodromes autour de Chittagong, gagnèrent la supériorité aérienne sur le champ de bataille. Soixante-cinq avions japonais furent déclarés abattus ou endommagés contre la perte de trois Spitfire (bien que plusieurs chasseurs japonais aient également abattu des chasseurs-bombardiers Hawker Hurricane et d'autres avions). Quelles que soient les pertes, les chasseurs japonais furent rapidement chassés de la région.
Sur le terrain, les combats pour l'Admin Box furent rudes et pour la plupart au corps à corps. Dans la nuit du 7 février, des troupes japonaises capturèrent le poste de secours principal de la division. Dans ce qui était sans aucun doute un crime de guerre, trente-cinq membres du personnel médical et des patients furent assassinés. Cela a peut-être accru la détermination des défenseurs qui savaient maintenant quel sort leur serait réservé s'ils se rendaient. Les tirs japonais firent de lourdes pertes dans les défenses bondées et incendièrent à deux reprises des décharges de munitions. Toutes les tentatives japonaises pour envahir les défenses furent contrecarrées par les chars britanniques que les Japonais n'avaient pas prévus, une fois que leurs quelques canons de montagne étaient à court de munitions. Les Japonais tentèrent une attaque totale dans la nuit du 14 février et réussirent à capturer une colline sur le périmètre. Le 2e West Yorkshire, avec le soutien des chars, reprit la zone le lendemain, malgré de lourdes pertes.
Le 22 février, les Japonais mouraient de faim depuis plusieurs jours. Le colonel Tanahashi, commandant le 112e régiment d'infanterie japonais, qui fournit le corps principal de la force de Sakurai, déclara que son régiment était réduit à 400 hommes sur une force initiale de 2 150 et refusa la mise en œuvre d'une nouvelle attaque. Le 24 février (ou le 19 février selon d'autres sources), il interrompit les communications radio et retira ses troupes sans autorisation. Le 26 février, Sakurai fut contraint d'interrompre l'opération. La 26e division indienne avait relevé la 5e division, qui avait envoyé une brigade pour percer le col de Ngakyedauk afin de relever la 7e division. La Kubo force fut coupée et subit de lourdes pertes en essayant de revenir vers les lignes japonaises.

## Conséquences
Malgré des pertes supérieures aux forces Japonaises, celles-ci furent contraints d'abandonner nombre de leurs blessés sur le champ de bataille. Cinq mille morts japonais furent décomptés au cours de l'affrontement. Pour la première fois dans la campagne de Birmanie, les tactiques japonaises avaient été contrées et même retournées à leur désavantage. Cela sera répété à une échelle beaucoup plus grande dans la bataille d'Imphal en mars 1944. En termes de moral également, le fait que les soldats britanniques et indiens aient tenu et vaincu une attaque japonaise majeure pour la première fois de la campagne fut largement diffusé.

La valeur de la puissance aérienne alliée avait été démontrée et s'avérera être un facteur vital dans la victoire globale des Alliés dans la campagne de Birmanie. Lors des réunions de reddition des Japonais à Rangoun le 11 septembre 1945, le général de division Jirō Ichida lut une déclaration qui identifiait deux facteurs imprévus et vitaux ayant mis les Japonais dans une situation « désastreuse désavantageuse »: 

« a) Le ravitaillement aérien allié, qui a permis aux forces terrestres en Birmanie de consolider leurs positions sans être forcées de battre en retraite et a ainsi rendu les tactiques d'infiltration et d'encerclement de l'ennemi avortées.
 b) La supériorité aérienne alliée, qui a tellement perturbé les lignes d'approvisionnement japonaises, à la fois en Birmanie et au-delà, que la famine et la maladie ont rattrapé des milliers de soldats japonais confrontés à la 14e armée et leur ont également refusé les fournitures essentielles de carburant, d'équipement et de matériel avec lesquels il fallait combattre une force alliée mieux équipée et fournie. »

Dans la deuxième semaine de mars, la 161e brigade d'infanterie indienne (unité de la 5e division) captura finalement la « Tortue » et les autres fortifications autour de Razabil par une manœuvre de flanc, avant que la division ne soit retirée en réserve. La 26e division indienne et la 36e division britannique reprirent l'offensive fin mars et début avril. La 36e division captura les tunnels ferroviaires le 4 avril. Le 6 avril, les troupes de la 26e division s'emparèrent d'une colline vitale, nommée Point 551, qui dominait la région et où les Japonais avaient remporté une importante victoire un peu moins d'un an plus tôt.
À ce stade, les opérations du XVe corps furent réduites aux avions de transport libres et aux troupes pour la bataille d'Imphal. Au début de la mousson, il fut constaté que la zone basse autour de Buthidaung était impaludée et insalubre, provoquant ainsi le départ des Alliés de la zone pour éviter les pertes dues à la maladie. Les Japonais avaient déplacé la 54e division à Arakan et concentré une force de quatre bataillons sous le colonel Hiroshi Koba du 111e régiment d'infanterie contre la 81e division ouest-africaine dans la vallée de Kaladan. Avec le soutien d'une unité de l'armée nationale indienne et des Arakanais locaux, cette force lança une contre-attaque réussie contre la division isolée ouest-africaine, la forçant à battre en retraite avant finalement de se retirer de la vallée.
Akyab resta aux mains des Japonais jusqu'en janvier 1945, lorsqu'une nouvelle avance alliée combinée à des débarquements amphibies chassa les Japonais d'Arakan, infligeant de lourdes pertes en débarquant des troupes pour interrompre leur retraite sur la côte.

## Contribution de l'armée nationale indienne
Le 1er bataillon légèrement armé du 1er régiment de guérilla de l'armée nationale indienne avait été chargé de participer à cette attaque de diversion. Ils quittèrent Rangoun début février, mais lorsqu'ils atteignirent Akyab début mars, l'offensive japonaise touchait à sa fin. Le bataillon remonta ensuite le fleuve Kaladan et progressa lentement mais avec succès contre les unités africaines du Commonwealth avant de traverser la frontière entre la Birmanie et l'Inde pour occuper Mowdok, près de Chittagong.
La Hollande nota la présence de troupes Jiffs autour du poste de secours et leur apparente participation à l'attaque et au massacre qui a suivi — ceci basé sur le témoignage d'un médecin de l'armée indienne capturé pendant l'attaque et destiné à la conscription dans l'armée nationale indienne par les Japonais.

## Récompenses pour bravoure
Le major Charles Ferguson Hoey (en) du 1er bataillon du Lincolnshire Regiment reçut à titre posthume la Croix de Victoria, pour sa bravoure remarquable lors des combats sur le col de Ngakyedauk.
Le lieutenant Edward Otho Briggs des Royal Engineers reçut à titre posthume la Croix militaire pour bravoure dans la construction d'un passage chaung (ruisseau) pour les chars du 25th Dragoons.
Le cipaye Karam Singh (en) a également reçu la médaille militaire, avant d'être plus tard décoré de la Param Vir Chakra.
Le lieutenant bombardier H. Mills et le sergent W. M. Adrain du 8e (Belfast) HAA Regiment Royal Artillery reçurent la médaille militaire, et le lieutenant H. G. Bing, également du même régiment, la Military Cross.